# Мэхэн, Ларри
Ларри Мэхэн (англ. Larry Mahan; 21 ноября 1943, Брукс, штат Орегон, США — 7 мая 2023, Вэлли-Вью) — американский родео-ковбой, первый, завоёвывавший титул чемпиона мира по родео в течение пяти лет подряд.

## Биография
Начал заниматься профессиональным родео с 14 лет. В 1962 году выиграл чемпионат по родео штата Орегон, став чемпионом в родео на лошадях без сёдел и родео на быках. На общенациональном уровне стал выступать с 1963 года, последовательно занимая высокие места во всех трёх видах родео (на лошадях с сёдлами, на лошадях без сёдел и на быках). В 1966 году впервые выиграл многоборье и удерживал титул чемпиона на протяжении пяти лет, вплоть до 1970 года включительно. В 1967 году он стал первым родео-ковбоем, заработавшим за год 50 тысяч долларов, а в 1970 году его доход вырос до 280 тысяч долларов. В начале 1970-х годов его результативность несколько снизилась из-за многочисленных травм, но в 1973 году он вновь выиграл титул чемпиона мира. Впоследствии его рекорд был превзойдён Томом Фергюсоном.
После ухода в отставку Мэхэн поселился на собственном ранчо близ Феникса, штат Аризона. Он является основателем нескольких школ родео, собственной линии одежды, в 1976 году записал свой собственный музыкальный альбом, сыграл эпизодические роли в нескольких фильмах. Ему посвящены несколько песен. Являлся членом нескольких американских Залов славы родео, а о его последней победе на чемпионате мира 1973 года снят документальный фильм «Великий американский ковбой», получивший в том же году премию «Оскар» как лучший документальный фильм.
Умер 7 мая 2023 года в возрасте 79 лет. На момент смерти он жил в Вэлли-Вью, штат Техас.